# Nikki DeLoach
Ashlee Nicole DeLoach (Waycross, 9 de setembro de 1979), conhecida pelo nome artístico Nikki DeLoach, é uma atriz e cantora norte-americana. Iniciou sua carreira quando ainda era criança, participando do programa The Mickey Mouse Club (1993–94), elenco composto por outros artistas como Christina Aguilera, Justin Timberlake e Britney Spears. Em 1997, fez sua transição para a música popular como uma das integrantes do girl group Innosense, mas não obteve sucesso comercial. Desde então, realizou diversos trabalhos como atriz, a maioria na televisão, com o de maior destaque na série Awkward (2011–16).